# Chrzanów
Chrzanów anhörenⓘ [ˈxʃanuf] (1941–1945 Krenau) ist eine polnische Stadt im Powiat Chrzanowski in der Woiwodschaft Kleinpolen. Sie ist Sitz des Powiats und der gleichnamigen Stadt-und-Land-Gemeinde mit etwa 47.500 Einwohnern.

## Geographie

### Geographische Lage
Chrzanów liegt 30 Kilometer südöstlich von Kattowitz und 40 km westlich von Krakau. Die Stadt liegt am Fluss Chechło, einem Nebenfluss der Weichsel (Wisła) an der Grenze zwischen dem Krakau-Tschenstochauer Hochland und dem Schlesischen Hochland.

### Stadtgliederung

Gliederung der Stadt

Die Stadt unterteilt sich in zehn Stadtteile: Borowiec, Kąty, Kościelec, Młodości, Niepodległości, Północ-Tysiąclecie, Rospontowa, Stara Huta, Stella und Śródmieście. Alle Stadtteile haben den Status eines Osiedle.

## Geschichte

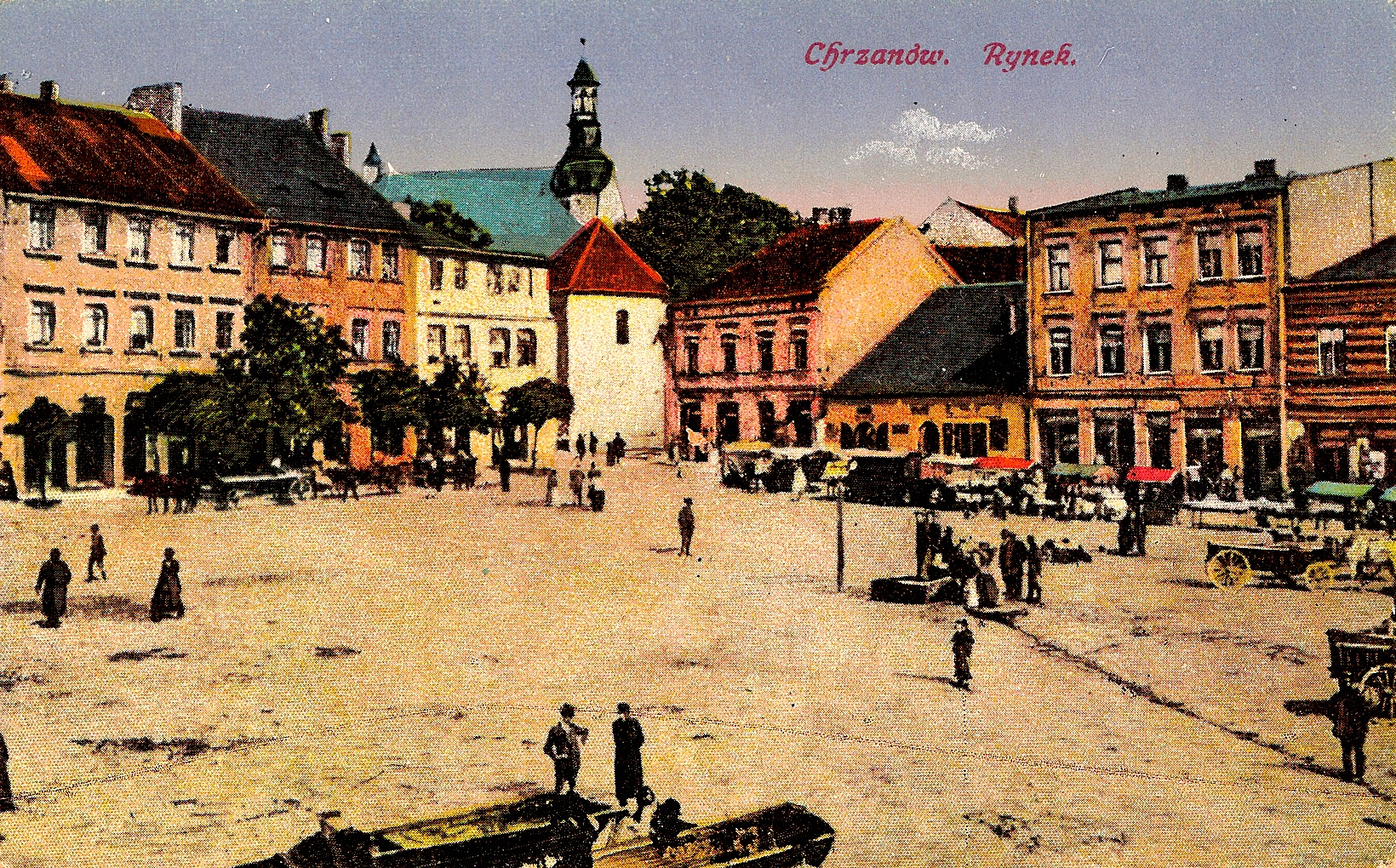
Der Marktplatz von Chrzanów um 1910

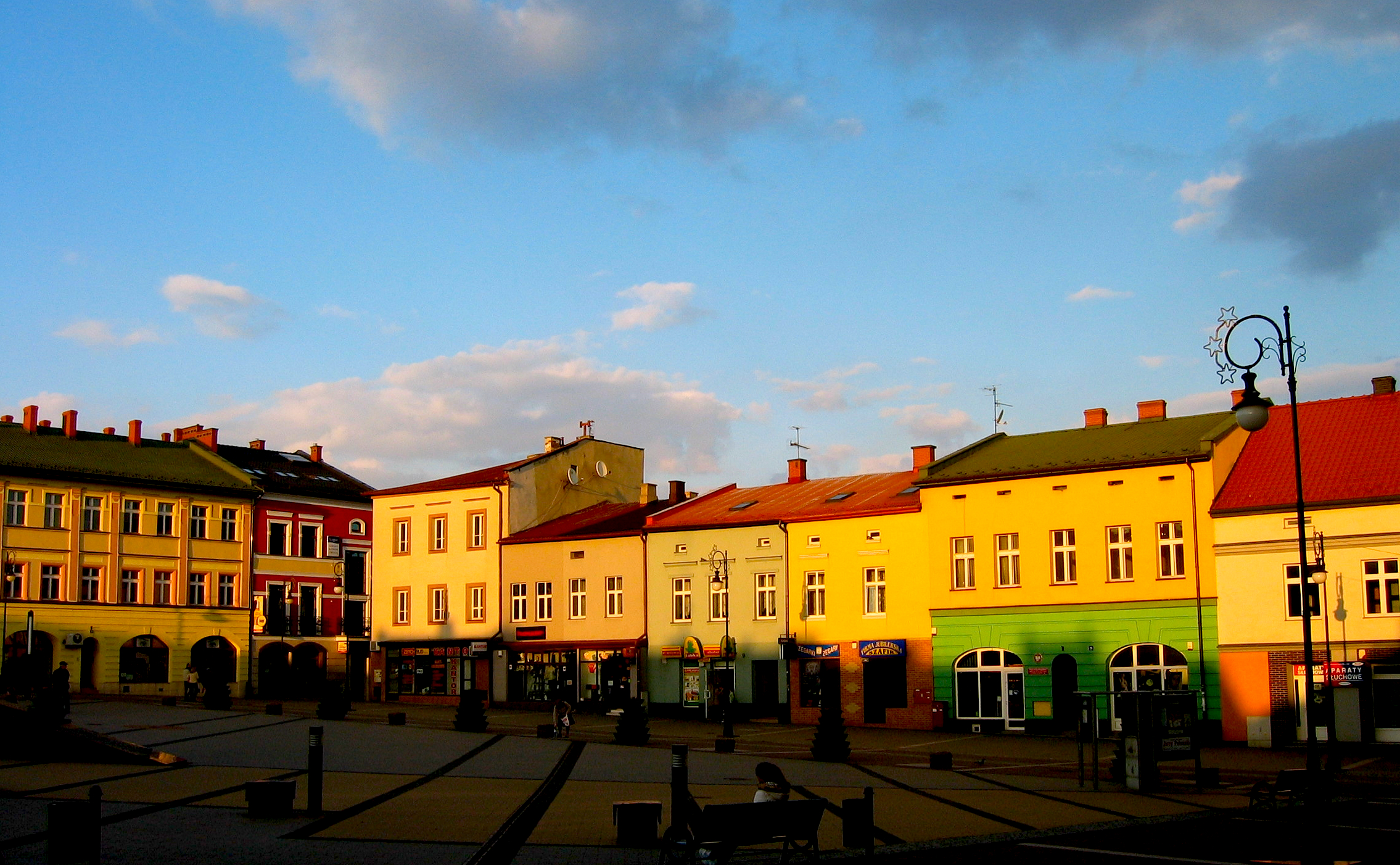
Der Marktplatz von Chrzanów 2007

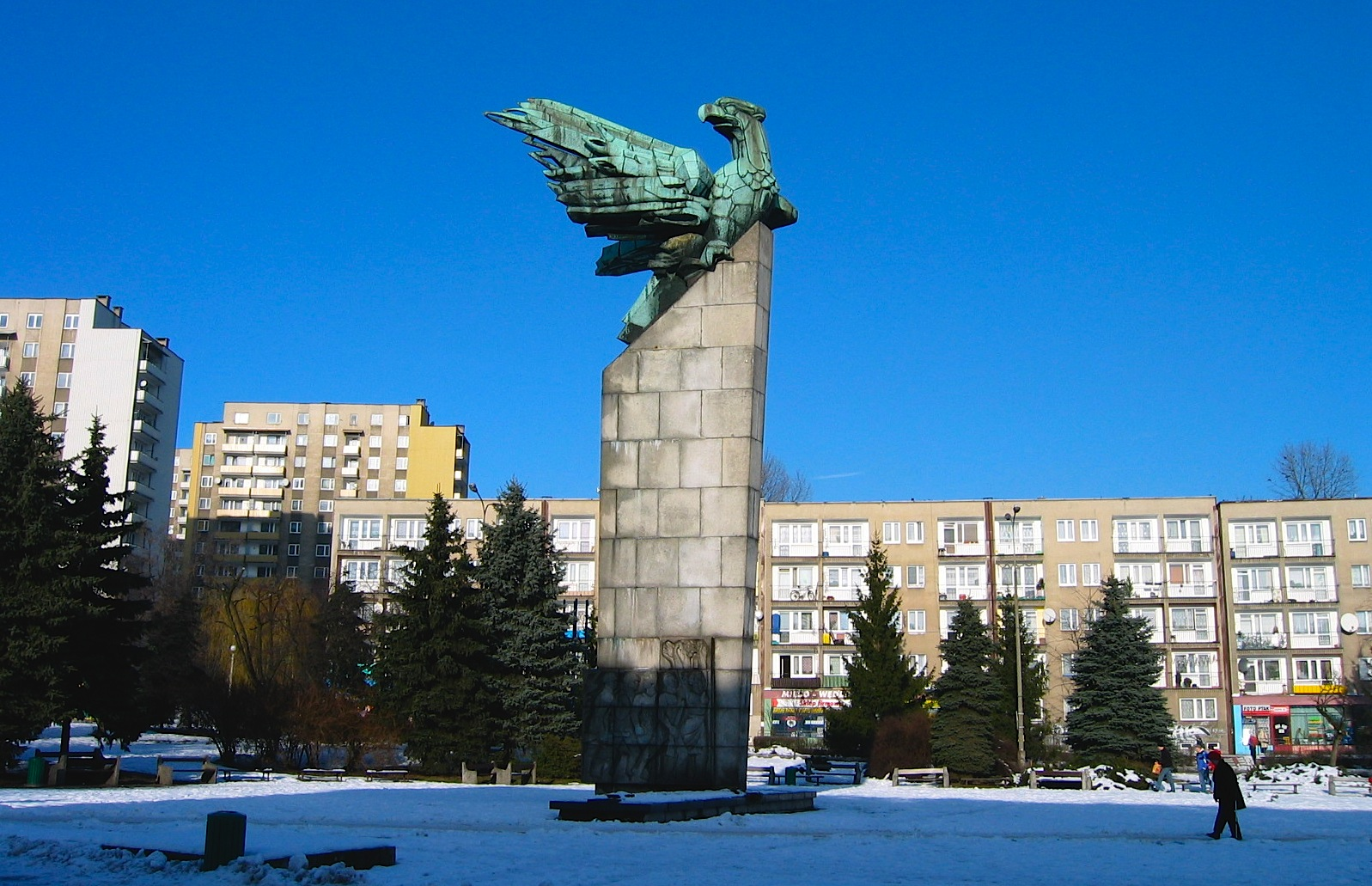
Das Denkmal der Freiheit und des Sieges

Archäologische Funde deuten darauf hin, dass die Gegend schon in der Steinzeit besiedelt war. Bereits im zwölften Jahrhundert soll an diesem Ort eine Burganlage bestanden haben, die etwa nach der ersten Erwähnung des Orts Chranow im Jahr 1228 zum Sitz einer Kastellanei wurde. 1228 wurde eine Gegend veniunt in [in der Nähe von] Chranow vom Oppelner Herzog Kasimir I. an Klemens, dem Woiwoden von Oppeln, verliehen. Das zeugt davon, dass Chrzanów damals politisch zu Schlesien gehörte, aber die Umstände des Anfangs und Endes dieser Zugehörigkeit sind urkundlich gering bescheinigt, und die Forschungen basieren meist auf Mutmaßungen. Einige Historiker zweifeln überhaupt daran, dass es damals zu Schlesien gehörte.
Im 14. Jahrhundert erhielt Chrzanów das Stadtrecht, in einem Dokument von 1500 heißt es, dass dieses umgesetzt sei. 1581 wurde der Stadt das Recht verliehen, vier Messen abzuhalten. In den nächsten zwei Jahrhunderten erfolgte der Niedergang der Stadt im Kreis Proszowice bzw. Kraków der Woiwodschaft Krakau. Dann kam im 18. Jahrhundert die Stadt in Besitz von Józef Kanty Ossoliński, er setzte 1763 eine Kommission zur Entwicklung der Stadt ein. Bei der dritten Teilung Polens kam die Stadt zu Westgalizien von 1809 bis 1815 war Chrzanów Bestandteil des Herzogtums Warschau. Nach dem Wiener Kongress wurde die Stadt Teil der Republik Krakau. Nach dem Ende der Republik Krakau kam die Stadt 1846 zum Großherzogtum Krakau, das innerhalb des Kaisertums Österreich Teil des Königreiches Galizien und Lodomerien wurde. Die Stadt wurde zum Sitz des Bezirkes Chrzanów, die sich zum großen Teil mit dem Zagłębie Krakowskie (Krakauer Bergbaurevier) deckte. 
Nach dem Ersten Weltkrieg gehörte Chrzanów innerhalb des nun unabhängigen polnischen Staates zur Woiwodschaft Krakau (1920–1939). Von 1920 bis 1924 wurde in Chrzanów die erste Lokomotivfabrik Polens, die Fablok S.A. gebaut. Am 4. September 1939 wurde Chrzanów von deutschen Truppen besetzt und zum Sitz des Landkreises Krenau im neuen „Ostoberschlesien“, am 24. Januar 1945 wurde Chrzanów von der Roten Armee von deutscher Besatzung befreit und kam unter sowjetische Herrschaft. Kurz nach der Besetzung durch die Rote Armee begann das Lubliner Komitee kommunistische Machtstrukturen zu errichten. Von 1975 bis 1998 gehörte das Dorf zur Woiwodschaft Katowice. 1999 gehörte die Stadt dann zur neugebildeten Woiwodschaft Kleinpolen. Die Zugehörigkeit zur „schlesischen“ Woiwodschaft Katowice beeinflusste die regionale Identität der Stadtbewohner wenig, die sich wie die Bewohner von Olkusz weiterhin überwiegend mit der historischen Landschaft Kleinpolen identifizieren.

## Politik

### Wappen
Beschreibung: Das gespaltene Wappen zeigt vorn den zwölfmal in Schwarz und Gold geteilten Schild der Sachsen mit dem Rautenkranz und hinten in Rot den goldgekrönten und so bewehrten und gezungten silbernen polnischen Adler. Über den Schild die rotbemützte goldene Krone mit dem Reichsapfel. Am historisierten Schild hängen je eine goldene Hopfenfrucht.
Symbolik: Wappen mit Krone. Links und rechts am Schild ist jeweils eine hängende Hopfenfrucht abgebildet. Der Schild ist senkrecht in zwei Hälften gespalten. Auf der linken Seite ist ein Adler auf rotem Grund dargestellt. Das soll an die Zugehörigkeit zum Herzogtum Warschau erinnern. Die rechte Seite ist mit schwarz/goldenen Streifen und einem Rautenkranz. Die Anzahl der schwarz-goldenen Teilung ist von 9 auf 12 vermehrt und soll an die zeitweilige Zugehörigkeit zu Sachsen unter Albert Kasimir von Sachsen-Teschen erinnern. Die heutige Form des Wappens wurde im Juli 1990 eingeführt.

## Kultur und Sehenswürdigkeiten

### Museen
- Museum Irena und Mieczysław Mazaraki
- Jüdischer Friedhof (restauriert)
- Soldatenfriedhof 1914/15 (freigelegt, Restaurierung geplant)

### Bauwerke
- Kirche St. Nikolaus
- Ehemalige Synagoge
- Lagerhaus aus dem 16. Jahrhundert (heute Teil eines Museums)
- Haus Urbańczyk
- Loewenfeld-Mausoleum

## Gemeinde
Die Stadt-und-Land-Gemeinde (gmina miejsko-wiejska) besteht aus der Stadt und sechs Schulzenämtern, sie hat eine Flächenausdehnung von 79,33 km².
Stadt-und-Land-Gemeinde (gmina miejsko-wiejska)

### Partnerschaften
Es bestehen drei Gemeindepartnerschaften mit:
- Harnes, Frankreich, seit 1981
- Iwano-Frankiwsk, Ukraine, seit 2001
- Nyékládháza, Ungarn, seit 1998.

## Verkehr
Durch die Gemeinde verlaufen die Autostrada A4, die Landesstraße 79 und die beiden Woiwodschaftsstraßen 781 und 933.
Der Bahnhof Chrzanów liegt an der Kreuzung der weitgehend stillgelegten Bahnstrecke Jaworzno–Bolęcin mit der Bahnstrecke Trzebinia–Zebrzydowice. Der Ort Balin hat einen Haltepunkt an der Bahnstrecke Dąbrowa Górnicza Ząbkowice–Kraków.

## Söhne und Töchter der Stadt
- Mikołaj z Chrzanowa (um 1485–1562), Organist und Komponist
- Władysław Bakałowicz (1833–1903), Genre-, Historien- und Aktmaler
- Jakob Mandelbaum (1859–1918), MANOLI-Zigarettenfabrikant, Berlin
- Ignacy Schwarzbart (1888–1961),  Politiker und jüdischer Verbandsfunktionär
- Isaac Deutscher (1907–1967), marxistischer Autor und Journalist
- Mascha Kaléko (1907–1975), Dichterin
- Josef Erlich (1908–1983), israelischer Schriftsteller
- Marian Konarski (1909–1998), Maler
- Jan Piwowoński (1924–1998), Schifffahrts- und Eisenbahnhistoriker
- Aleksander Chłopek (* 1946), Politiker
- Andrzej Grabowski (* 1952), Schauspieler
- Jerzy Styczyński (* 1958), Musiker
- Leszek Nowak (* 1964), Musiker
- Zbigniew Wąsiel (* 1966), Bildhauer
- Mariusz Jakus (* 1967), Schauspieler
- Małgorzata Pikus (* 1972), Schauspielerin
- Madrin Piegzik (* 1978), Fußballspieler
- Mateusz Kowalczyk (* 1987), Tennisspieler